# Аг Шехер (станция метро)
Аг Шехер (азерб. Ağ Şəhər, рус. Белый город) — строящаяся станция второй (Зелёной) линии Бакинского метрополитена. Станция будет располагаться на территории проекта Baku White City. После окончания строительства станций Y-14, Y-15 и Y-16 продолжится строительство станции Ази Асланов-2, которая будет иметь пересадку на станцию Ази Асланов. Постройка этих станций позволит добираться со станции Джафар Джаббарлы до станции Ази Асланов гораздо быстрее, чем это было раньше.
31 января 2024 года группа представителей интеллигенции обратилась к президенту Ильхаму Алиеву с просьбой назвать метростанцию в честь азербайджанского мецената Гаджи Зейналабдина Тагиева.

## История
В 2011 году президент Азербайджана принял программу по развитию Бакинского метрополитена до 2030 года. В 2010 году, когда начиналось строительство проекта Baku White City, было объявлено о том что на проспекте Нобеля будут построены новые станции метро.

## Строительство
Место для строительства станции метрополитена было выделено ещё в 2011 году. В декабре 2013 года объявили, что будущая станция будет иметь 4 выхода, которые будут располагаться по обе стороны проспекта Нобеля. В августе 2016 года Бакинский метрополитен объявил о начале строительства 3 новых станций на проспекте Нобеля. 21 сентября сообщалась о подготовке стартовых камер для тоннелепроходческих комплексов.Точное время открытия станций Y-14, Y-15 и Y-16 неизвестно.